# Andy Whitfield
Andy Whitfield (n. 17 iulie 1972, d. 11 septembrie 2011) a fost un actor și model galez-australian.
Înainte de a deveni actor, Whitfield a lucrat ca inginer. El a apărut în mai multe seriale de televiziune australiene, cum ar fi Opening Up, All Saints, The Strip, Packed to the Rafters și Fiicele lui McLeod. El a obținut primul său rol important în filmul australian supranatural Gabriel. Whitfield este cel mai bine cunoscut pentru rolul său principal din serialul de televiziune din 2010 : Spartacus: Blood and Sand, care este filmat în Noua Zeelandă. El joacă rolul lui Spartacus, un soldat condamnat să lupte ca un gladiator și care în cele din urmă conduce o revoltă împotriva romanilor. Whitfield, de asemenea, va apărea într-un viitor thriller-ul australian The Clinic, stabilit pentru lansare în 2010 și care s-a filmat în Deniliquin.